# Club Atlético Colón Junior
El Club Atlético Colón Juniors es una entidad deportiva oriunda de la localidad de Desamparados, provincia de San Juan. Disputó la Liga Sanjuanina de Fútbol, en el Torneo Regional Federal Amateur terminó eliminado en 3a. Fase por Peñarol.

## Historia
La entidad fue fundada el 2 de septiembre de 1925 para nuclear a los empleados de la Bodega Graffigna de la ciudad de Desamparados, San Juan. Los colores fueron inspiración de mamelucos azules con amarillos que usaban en aquella época los empleados. En 1961 el club cambió de nombre por el de Colón Junior y adoptó indumentaria totalmente blanca; de allí el apodo de “Merengues”, ya que sus colores eran similares al Real Madrid de España. En 1987 la entidad agregó al color original blanco, los colores azul y amarillo como colores secundarios y pequeños detalles en la camiseta.

## Actualidad
El club Atlético Colón Junior en la actualidad trabaja en diferentes tipos de deportes. Aprovechando la única ciudad deportiva de San Juan, Colón júnior tiene como disciplinas principales el fútbol profesional y todas sus divisiones inferiores más escuelas de fútbol formativo y fútbol femenino, futsal masculino y futsal femenino. Además el hockey sobre patines cada vez más competitivo y actualmente el equipo de Colón Júnior tiene representación en la "divisional B". El estadio de hockey es un edificio techado y con tribunas con capacidad para 2000 personas. El club Colón supo tener en su época dorada disciplinas importantes como el básquet masculino y femenino, pelota paleta, judo, natación, colonias de verano y pileta olímpica.
En futbol profesional participa en la liga sanjuanina de futbol y compitiendo siempre en torneos regionales argentinos.

## Estadio
La entidad tiene su estadio Dr. R. Barassi, en la dirección de Sargento Cabral 1167, sede del club, allí se presenta como local para los partidos oficiales. Con capacidad para 10.000 espectadores parados, las hinchadas del club son La Banda del Sifón y Los borrachos de Colón, aunque el estadio de fútbol está habilitado para 4.000 personas sentadas. La fecha de inauguración se desconoce. La cancha, también llamada "La Bodega", tiene decorado las plateas con los colores del club y las siglas.